# Tchécoslovaquie aux Jeux olympiques d'hiver de 1968
Cet article contient des informations sur la participation et les résultats de la Tchécoslovaquie aux Jeux olympiques d'hiver de 1968, qui ont eu lieu à Grenoble en France. 

## Médailles
| Or                 | Jiří Raška | Saut à ski          | Tremplin normal hommes |                  |  |
| Argent             | Équipe de Tchécoslovaquie de hockey sur glace \| Vladimír Nadrchal \| \| Oldřich Machač \| \| Josef Černý \| \| \| Vladimír Dzurilla \| \| Jozef Golonka \| \| František Ševčík \| \| \| Josef Horešovský \| \| Jan Hrbatý \| \| Petr Hejma \| \| \| Jan Suchý \| \| Václav Nedomanský \| \| Jiří Holík \| \| \| Karel Masopust \| \| Jan Havel \| \| Jiří Kochta \| \| \| František Pospíšil \| \| Jaroslav Jiřík \| \| Jan Klapáč \| \| | Hockey sur glace    | Tournoi masculin       |                  |  |
| Argent             | Jiří Raška | Saut à ski          | Grand tremplin hommes  |                  |  |
| Bronze             | Hana Mašková | Patinage artistique | Individuel femmes      |                  |  |
| Vladimír Nadrchal  | | Oldřich Machač      |                        | Josef Černý      |  |
| Vladimír Dzurilla  | | Jozef Golonka       |                        | František Ševčík |  |
| Josef Horešovský   | | Jan Hrbatý          |                        | Petr Hejma       |  |
| Jan Suchý          | | Václav Nedomanský   |                        | Jiří Holík       |  |
| Karel Masopust     | | Jan Havel           |                        | Jiří Kochta      |  |
| František Pospíšil | | Jaroslav Jiřík      |                        | Jan Klapáč       |  |

## Résultats

### Biathlon

#### Hommes
| Épreuve | Athlète        | Temps             | Pénalités | Temps ajusté 1    | Rang |
| ------- | -------------- | ----------------- | --------- | ----------------- | ---- |
| 20 km   | Ladislav Žižka | 1 h 21 min 45 s 3 | 14        | 1 h 35 min 45 s 3 | 55   |
| 20 km   | Pavel Ploc     | 1 h 18 min 05 s 0 | 5         | 1 h 23 min 05 s 0 | 15   |

1 Une minute ajoutée par cible manquée de près (un tir dans l'anneau extérieur), deux minutes par cible complètement manquée.

### Combiné nordique
Les deux épreuves sont du saut à ski avec un tremplin normal (Trois sauts, les deux meilleurs sont comptabilisés et montrés ici.) et une course de ski de fond de 15 km.
| Athlète       | Épreuve    | Saut à ski | Saut à ski | Saut à ski | Saut à ski | Ski de fond   | Ski de fond | Ski de fond | Total  | Total |
| Athlète       | Épreuve    | Distance 1 | Distance 2 | Points     | Rang       | Temps         | Points      | Rang        | Points | Rang  |
| ------------- | ---------- | ---------- | ---------- | ---------- | ---------- | ------------- | ----------- | ----------- | ------ | ----- |
| Tomáš Kučera  | Individuel | 72,0 m     | 73,0 m     | 217,4      | 9          | 50 min 07 s 7 | 216,74      | 6           | 434,14 | 4     |
| Ladislav Rygl | Individuel | 71,0 m     | 71,5 m     | 200,4      | 18         | 50 min 55 s 5 | 206,88      | 14          | 407,28 | 16    |

### Hockey sur glace

#### Tour principal
| \| Rang \| Équipe \| PJ \| V \| D \| N \| BP \| BC \| Pts \| \| ---- \| -------------------- \| -- \| - \| - \| - \| -- \| -- \| --- \| \| 1 \| Union soviétique \| 7 \| 6 \| 1 \| 0 \| 48 \| 10 \| 12 \| \| 2 \| Tchécoslovaquie \| 7 \| 5 \| 1 \| 1 \| 33 \| 17 \| 11 \| \| 3 \| Canada \| 7 \| 5 \| 2 \| 0 \| 28 \| 15 \| 10 \| \| 4 \| Suède \| 7 \| 4 \| 2 \| 1 \| 23 \| 18 \| 9 \| \| 5 \| Finlande \| 7 \| 3 \| 3 \| 1 \| 17 \| 23 \| 7 \| \| 6 \| États-Unis \| 7 \| 2 \| 4 \| 1 \| 23 \| 28 \| 5 \| \| 7 \| Allemagne de l'Ouest \| 7 \| 1 \| 6 \| 0 \| 13 \| 39 \| 2 \| \| 8 \| Allemagne de l'Est \| 7 \| 0 \| 7 \| 0 \| 13 \| 48 \| 0 \| | Tchécoslovaquie – USA 5-1 (1-1, 2-0, 2-0) Buteurs: Suchý, Havel, Jiřík, Hejma, Jiří Holík – Volmar. Arbitres: Dahlberg, Wiking (Suède) Tchécoslovaquie – Allemagne de l'Ouest 5-1 (1-0, 2-0, 2-1) Buteurs: Hrbatý, Golonka, Havel, Hejma, Ševčík – Lax. Arbitres: Kubinec, McEvoy (Canada) Tchécoslovaquie – Finlande 4-3 (0-1, 3-0, 1-2) Buteurs: Nedomanský 2, Golonka, Havel – Keinonen, Ketola, Oksanen. Arbitres: Wiking (Suède), Snětkov (URSS) Tchécoslovaquie – Allemagne de l'Est 10-3 (5-2, 1-0, 4-1) Buteurs: Horešovský 4, Nedomanský 2, Jiřík, Suchý, Kochta, Ševčík – Karrenbauer, Novy, Peters. Arbitres: Dahlberg (Suède), Sillankorva (Finlande) Tchécoslovaquie – Canada 2-3 (0-0, 0-3, 2-0) Buteurs: Havel, Nedomanský – Huck, Bourbonnais, Cadieux. Arbitres: Trumble (USA), Sillankorva (Finlande) Tchécoslovaquie – URSS 5-4 (3-1, 1-1, 1-2) Buteurs: Ševčík, Hejma, Havel, Golonka, Jiřík – Majorov 2, Blinov, Populanov. Arbitres: Trumble (USA), Dahlberg (Suède) Tchécoslovaquie – Suède 2-2 (1-1, 1-0, 0-1) Buteurs: Golonka, Hrbatý – Bengtsson, Henriksson. Arbitres: Trumble (USA), Sillankorva (Finlande) |    |   |   |   |    |    |     |
| Rang | Équipe | PJ | V | D | N | BP | BC | Pts |
| 1 | Union soviétique | 7  | 6 | 1 | 0 | 48 | 10 | 12  |
| 2 | Tchécoslovaquie | 7  | 5 | 1 | 1 | 33 | 17 | 11  |
| 3 | Canada | 7  | 5 | 2 | 0 | 28 | 15 | 10  |
| 4 | Suède | 7  | 4 | 2 | 1 | 23 | 18 | 9   |
| 5 | Finlande | 7  | 3 | 3 | 1 | 17 | 23 | 7   |
| 6 | États-Unis | 7  | 2 | 4 | 1 | 23 | 28 | 5   |
| 7 | Allemagne de l'Ouest | 7  | 1 | 6 | 0 | 13 | 39 | 2   |
| 8 | Allemagne de l'Est | 7  | 0 | 7 | 0 | 13 | 48 | 0   |

| Rang | Équipe            | PJ | B | A | Pts |
| ---- | ----------------- | -- | - | - | --- |
| 5e   | Jozef Golonka     | 7  | 4 | 6 | 10  |
| 7e   | Jan Hrbatý        | 7  | 2 | 7 | 9   |
| 10e  | Václav Nedomanský | 7  | 5 | 2 | 7   |

| Meilleur défenseur | Josef Horešovský |

#### Effectif
TCHÉCOSLOVAQUIE

Gardiens de but: Vladimír Nadrchal, Vladimír Dzurilla.

Défenseurs: Josef Horešovský, Jan Suchý, Karel Masopust, František Pospíšil, Oldřich Machač.

Attaquants: Jozef Golonka, Jan Hrbatý, Václav Nedomanský, Jan Havel, Jaroslav Jiřík, Josef Černý, František Ševčík, Petr Hejma, Jiří Holík, Jiří Kochta, Jan Klapáč.

Entraîneurs: Jaroslav Pitner, Vladimír Kostka.

### Luge
| Athlète         | Manche 1 | Manche 1 | Manche 2 | Manche 2 | Manche 3      | Manche 3 | Total         | Total |
| Athlète         | Temps    | Rang     | Temps    | Rang     | Temps         | Rang     | Temps         | Rang  |
| --------------- | -------- | -------- | -------- | -------- | ------------- | -------- | ------------- | ----- |
| Roland Urban    | 59 s 20  | 25       | 59 s 59  | 26       | 1 min 00 s 24 | 31       | 2 min 59 s 03 | 27    |
| František Halíř | 59 s 07  | 23       | 59 s 10  | 18       | 58 s 93       | 19       | 2 min 57 s 10 | 20    |
| Horst Urban     | 58 s 93  | 19       | 59 s 54  | 25       | 59 s 91       | 27       | 2 min 58 s 38 | 24    |
| Jan Hamřík      | 58 s 43  | 15       | 58 s 56  | 11       | 59 s 07       | 21       | 2 min 56 s 06 | 15    |

| Athlètes                   | Manche 1 | Manche 1 | Manche 2 | Manche 2 | Total         | Total |
| Athlètes                   | Temps    | Rang     | Temps    | Rang     | Temps         | Rang  |
| -------------------------- | -------- | -------- | -------- | -------- | ------------- | ----- |
| Horst Urban Roland Urban   | 50 s 46  | 12       | 50 s 02  | 12       | 1 min 40 s 48 | 12    |
| Jan Hamřík František Halíř | 51 s 85  | 14       | 50 s 85  | 14       | 1 min 42 s 10 | 14    |

#### Femmes
| Athlète                | Manche 1 | Manche 1 | Manche 2 | Manche 2 | Manche 3 | Manche 3 | Total         | Total |
| Athlète                | Temps    | Rang     | Temps    | Rang     | Temps    | Rang     | Temps         | Rang  |
| ---------------------- | -------- | -------- | -------- | -------- | -------- | -------- | ------------- | ----- |
| Olina Tylová-Hatlová   | 50 s 16  | 11       | 50 s 35  | 9        | 51 s 14  | 10       | 2 min 31 s 65 | 11    |
| Dana Spálenská-Beldová | 49 s 22  | 3        | 50 s 36  | 10       | 50 s 77  | 9        | 2 min 30 s 35 | 6     |

### Patinage artistique
| Athlète       | FI | PL | Points | Places | Rang |
| ------------- | -- | -- | ------ | ------ | ---- |
| Marian Filc   | 13 | 8  | 1734,2 | 97     | 10   |
| Ondrej Nepela | 5  | 10 | 1772,8 | 73     | 8    |

| Athlète       | FI | PL | Points | Places | Rang |
| ------------- | -- | -- | ------ | ------ | ---- |
| Marie Víchová | 20 | 16 | 1580,4 | 187    | 21   |
| Hana Mašková  | 4  | 3  | 1828,8 | 31     | 3    |

| Athlètes                         | PC | PL | Points | Places | Rang |
| -------------------------------- | -- | -- | ------ | ------ | ---- |
| Liana Drahová Peter Bartosiewicz | 11 | 15 | 276,8  | 116    | 12   |
| Bohunka Šrámková Jan Šrámek      | 10 | 10 | 285,8  | 91.5   | 10   |

### Saut à ski
| Athlète          | Épreuve         | Saut 1   | Saut 1 | Saut 2   | Saut 2 | Total  | Total |
| Athlète          | Épreuve         | Distance | Points | Distance | Points | Points | Rang  |
| ---------------- | --------------- | -------- | ------ | -------- | ------ | ------ | ----- |
| Zbyněk Hubač     | Tremplin normal | 74,0 m   | 101,7  | 73,5 m   | 101,9  | 203,6  | 19    |
| František Rydval | Tremplin normal | 76,0 m   | 106,4  | 73,5 m   | 100,4  | 206,8  | 12    |
| Ladislav Divila  | Tremplin normal | 76,5 m   | 107,2  | 73,0 m   | 100,1  | 207,3  | 9     |
| Jiří Raška       | Tremplin normal | 79,0 m   | 115,2  | 72,5 m   | 101,3  | 216,5  | 1     |
| František Rydval | Grand tremplin  | 92,0 m   | 95,2   | 88,0 m   | 89,6   | 184,8  | 27    |
| Zbyněk Hubač     | Grand tremplin  | 95,0 m   | 101,4  | 87,0 m   | 87,2   | 188,6  | 25    |
| Rudolf Höhnl     | Grand tremplin  | 98,5 m   | 107,3  | 91,5 m   | 95,5   | 202,8  | 12    |
| Jiří Raška       | Grand tremplin  | 101,0 m  | 116,3  | 98,0 m   | 113,1  | 229,4  | 2     |

### Ski alpin

#### Hommes
| Athlète        | Épreuve      | Manche 1      | Manche 1 | Manche 2      | Manche 2 | Total         | Total |
| Athlète        | Épreuve      | Temps         | Rang     | Temps         | Rang     | Temps         | Rang  |
| -------------- | ------------ | ------------- | -------- | ------------- | -------- | ------------- | ----- |
| Jaroslav Janda | Descente     |               |          |               |          | 2 min 07 s 71 | 36    |
| Milan Pažout   | Descente     |               |          |               |          | 2 min 07 s 45 | 35    |
| Jaroslav Janda | Slalom géant | 1 min 52 s 20 | 41       | 1 min 52 s 07 | 33       | 3 min 44 s 27 | 34    |
| Milan Pažout   | Slalom géant | 1 min 48 s 98 | 29       | 1 min 51 s 34 | 29       | 3 min 40 s 32 | 27    |

#### Slalom hommes
| Athlète        | Manche 1    | Manche 1   | Manche 2 | Manche 2   | Finale         | Finale | Finale         | Finale | Finale      | Finale |
| Athlète        | Temps       | Rang       | Temps    | Rang       | Temps Manche 1 | Rang   | Temps Manche 2 | Rang   | Total       | Rang   |
| -------------- | ----------- | ---------- | -------- | ---------- | -------------- | ------ | -------------- | ------ | ----------- | ------ |
| Milan Pažout   | Disqualifié | –          | 55.96    | 1 Qualifié | 1 min 02 s 29  | 44     | Disqualifié    | –      | Disqualifié | –      |
| Jaroslav Janda | 53 s 20     | 2 Qualifié | –        | –          | 51 s 62        | 19     | Disqualifié    | –      | Disqualifié | –      |

#### Femmes
| Athlète      | Épreuve      | Manche 1 | Manche 1 | Manche 2 | Manche 2 | Total         | Total |
| Athlète      | Épreuve      | Temps    | Rang     | Temps    | Rang     | Temps         | Rang  |
| ------------ | ------------ | -------- | -------- | -------- | -------- | ------------- | ----- |
| Anna Mohrová | Descente     |          |          |          |          | 1 min 50 s 22 | 33    |
| Anna Mohrová | Slalom géant |          |          |          |          | Disqualifié   | –     |
| Anna Mohrová | Slalom       | 46 s 23  | 23       | 49 s 73  | 16       | 1 min 35 s 96 | 18    |

### Ski de fond
| Épreuve | Athlète       | Course            | Course |
| Épreuve | Athlète       | Temps             | Rang   |
| ------- | ------------- | ----------------- | ------ |
| 15 km   | Václav Peřina | 51 min 06 s 6     | 27     |
| 15 km   | Ján Fajstavr  | 50 min 46 s 5     | 23     |
| 15 km   | Karel Štefl   | 50 min 15 s 4     | 14     |
| 30 km   | Vit Fousek    | N'a pas terminé   | –      |
| 30 km   | Václav Peřina | 1 h 40 min 58 s 0 | 24     |
| 30 km   | Ján Fajstavr  | 1 h 40 min 05 s 1 | 22     |
| 30 km   | Karel Štefl   | 1 h 39 min 25 s 7 | 18     |
| 50 km   | Václav Peřina | N'a pas terminé   | –      |
| 50 km   | Vít Fousek    | 2 h 45 min 09 s 8 | 39     |
| 50 km   | Ján Fajstavr  | 2 h 39 min 25 s 3 | 28     |

| Athlètes                                          | Course            | Course |
| Athlètes                                          | Temps             | Rang   |
| ------------------------------------------------- | ----------------- | ------ |
| Ján Fajstavr Vít Fousek Václav Peřina Karel Štefl | 2 h 19 min 51 s 3 | 9      |

## Référence
- (en) Cet article est partiellement ou en totalité issu de l’article de Wikipédia en anglais intitulé « Czechoslovakia at the 1968 Winter Olympics » (voir la liste des auteurs).